# Hans-Joachim Zillmer
Hans-Joachim Zillmer (* 20. September 1950 in Mölln) ist ein deutscher Unternehmer und seit 1998 Autor von Sachbüchern, die wissenschaftlich nicht haltbare Thesen vertreten. In seinen zum Teil in zehn Sprachen übersetzten Bestsellern betrachtet er aktuelle Theorien insbesondere in den Wissenschaftsgebieten Geologie, Geophysik, Evolution und Paläontologie, stellt diese bzw. die ihnen zugrunde liegenden Theorien (Prinzip des Aktualismus, geologische Zeitskala) in Frage und formuliert eigene, der wissenschaftlichen Lehrmeinung widersprechende Hypothesen im Sinne des Katastrophismus. Insbesondere die Evolutionstheorie in Form der Makroevolution und die Datierungsmethoden werden von ihm abgelehnt. Als Klimaleugner behauptet er in seinem Buch Der Energie-Irrtum von 2020, dass die Sonne – und nicht der Mensch – das Klima steuert.

## Leben
Hans-Joachim Zillmer studierte an der Bergischen Universität Wuppertal und der Technischen Universität Berlin Bauingenieurwesen, gründete und führte nach dem Studium 1977 ein Hochbau-Unternehmen, ein Ingenieurbüro für Bauwesen und eine Bauträger-Firma in Solingen und später auch in Berlin. Zillmer ist Beratender Ingenieur bei der Ingenieurkammer-Bau NRW und war Mitglied des Vorstandes der Bauinnung von Solingen.

## Theorien
Zillmer ist wie Immanuel Velikovsky ein Vertreter des Katastrophismus in Verbindung mit einer speziellen Junge-Erde-Theorie, der Junge-Erde-Katastrophen-Theorie, die besagt, dass die Erde als Planet zwar alt sei, aber vor ungefähr 5000 bis 6000 Jahren von einer weltweiten Katastrophe (Sintflut) heimgesucht worden sei, die unsere Erdkruste entscheidend umgeformt und neu gebildet habe. Die geologische Kernthese ist dabei, dass sich mehrere Superfluten ereigneten, die sich über die Kontinente ergossen: etwa in Nordamerika im Südwesten und Nordwesten, in Australien sowie aus dem Altaigebirge über Sibirien hinweg unter anderem ins Kaspische Meer bis hin zum Arktischen Meer. Hierbei fand eine Verlagerung der Erdachse statt und erst zu diesem Zeitpunkt ereignete sich die von ihm „Schneezeit“ genannte Vereisung arktischer und antarktischer Gebiete als zeitrafferartig verkürztes Großes Eiszeitalter. Zu jener Zeit erhöhte sich seiner Meinung nach auch die Schwerkraft, wodurch Tiere, die bisher im „Megaformat“ existierten, wie das elefantengroße Riesenfaultier in Amerika oder das Mammut in Eurasien, ausstarben. Es entstand eine neue Welt mit kleineren Tieren, anderen atmosphärischen Bedingungen mit niedrigerem Luftdruck (vgl. „Darwins Irrtum“, 1998, S. 149) und einer höheren Schwerkraft.
Durch diese weltweiten Naturkatastrophen fand nach Zillmers Vorstellung im Gegensatz zur Mikroevolution keine Makroevolution, kein Übergang von einer Tierart zur anderen, statt: Aus einem affenähnlichen Wesen könne so kein Mensch entstanden sein. Zillmer glaubt stattdessen, dass der Mensch von außerirdischen Wesen (den Anunnaki) erschaffen wurde, die vor langer Zeit die Erde besucht hätten. Außerdem seien in diesem Zeithorizont 80 Prozent der Tierarten ausgerottet worden – ein Szenario, das dem Ende der Eiszeit (= Beginn der Schneezeit nach Zillmer) zugeschrieben wird. Dementsprechend soll nach Zillmer keine verifizierbare Menschheitsgeschichte existieren, wie er in seinem Buch „Die Evolutionslüge“ darlegt.
Im Rahmen katastrophischer Ereignisse in der Erdvergangenheit nimmt die in seinem „Dinosaurier-Handbuch“ vorgestellte Dinosaurier-Paläogeographie einen besonderen Raum ein. Die sich weltweit vermehrenden Funde von Dinosauriern haben laut Zillmer dazu geführt, dass immer mehr Dinosaurier auf „falschen“, also nach der Zeittafel der Plattentektonik auf bereits isolierten, durch Ozeane getrennten Kontinenten gefunden würden. Als Lösung dieses Problems bietet Zillmer das Modell der Erdexpansion an.

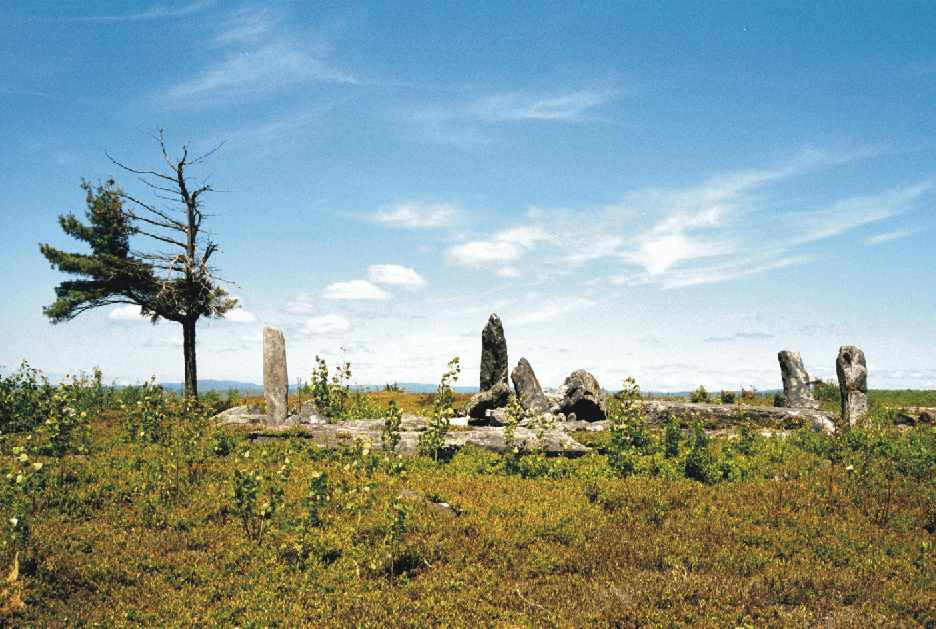
Steinkreis aus Menhiren bei Burnt Hill, Massachusetts, USA

Die Verifizierung von Naturkatastrophen bis ins 15. Jahrhundert im Sinne des Katastrophismus führten schließlich in seinem Buch „Kolumbus kam als Letzter“ auch zur Revision des Verlaufs der Kulturgeschichte der Alten und Neuen Welt (siehe auch Chronologiekritik). Zillmer präsentiert in diesem Buch die „Kelten-in-Amerika-Theorie“, wonach vor den Wikingern schon Kelten und Römer Amerika besucht hätten. Er untermauert seine Theorie mit Fotos samt genauen Ortsangaben von angeblich keltischen Menhiren und Dolmen sowie von römischen Münzen in Amerika (Besiedlung Amerikas).

## Rezeption
Das gesamte Werk Zillmers und mithin seine Hypothesen wurde von keiner der berührten Fachwissenschaften aufgegriffen. Die Auseinandersetzung durch in der Forschung etablierte Fachwissenschaftler mit Zillmer beschränkt sich auf Rezensionen zu seinen Büchern. Außer der Darstellung zahlreicher Detailfehler werden in den Rezensionen insbesondere
- die Verwendung unangemessener Quellen wie „Heimatliche Plaudereien“ und Bild-Zeitung,[2][3][4]
- die unzutreffende Wiedergabe von Quellen,[2][3][4]
- die Unkenntnis des aktuellen Wissensstandes wie auch von grundlegenden Begrifflichkeiten und Konzepten, aufgrund von fehlender Ausbildung in den von ihm praktizierten Fachbereichen[5][2][3][4] sowie
- die Darstellung und anschließende Widerlegung nicht vorhandener, veralteter oder verzerrter Positionen der von ihm angegriffenen Wissenschaften.[2][6][3][4]
- das Schmücken mit erkauften Doktor-Titeln (in sog. Titelmühlen) und Mitgliedschaften an Instituten, in die man gegen Entrichtung einer Mitgliedsgebühr, ohne Prüfung auf Fachkompetenzen, aufgenommen werden kann.[5]
- die Verwendung von mehrfach widerlegten Fundstücken als Belege für seine Thesen

herausgestellt.
Allerdings wird Zillmer auch bescheinigt, dass er jeweils ein Bild zu entwerfen in der Lage ist, das einen unbedarften Laien ohne weiteres Hintergrundwissen leicht zu beeindrucken vermag. Die Rezension zum Dinosaurier-Handbuch lobt zudem die Gesamtgliederung und inhaltlich im Besonderen den Reiseführer-Teil mit der Darstellung von Fundstätten und Museen, aufgrund der allgemeinen Mängel aber ohne eine Empfehlung für das Buch abgeben zu können.

## Werke
- Der Energie-Irrtum. Langenmüller, 2020, ISBN 978-3-7844-3556-5.
- Darwins Irrtum. Herbig, München 1998, ISBN 3-7844-3070-8. (10. Auflage, Herbig, 2011, ISBN 978-3-7766-5032-7.)
- Irrtümer der Erdgeschichte. Langen Müller, München 2001, ISBN 3-7844-2819-3 (5. Auflage 2008, ISBN 978-3-7844-6012-3)
- Dinosaurier Handbuch. Langen Müller, München 2003, ISBN 3-7844-2870-3.
- Kolumbus kam als Letzter. Langen Müller, München 2004, ISBN 3-7844-2952-1. (4. Auflage, Herbig, 2009, ISBN 978-3-7766-5026-6)
- Die Evolutionslüge. Die Neandertaler und andere Fälschungen der Menschheitsgeschichte. Langen Müller, München 2005, ISBN 3-7844-3026-0. (6. Auflage 2013, Herbig, ISBN 978-3-7766-5029-7)
- Der Energie-Irrtum: Warum Erdgas und Erdöl unerschöpflich sind. Herbig, München 2009, ISBN 978-3-7766-2608-7 (3. Auflage 2017, ISBN 978-3-7766-5039-6)
- Die Erde im Umbruch. Herbig, München 2011, ISBN 978-3-7766-2672-8.
- Kontra Evolution. Dinosaurier und Menschen lebten gemeinsam: Die Urzeit war gestern – Eiszeit Märchenzeit. DVD-Video 108 Min, Solingen 2007. ISBN 978-3-0002-2123-1 (3. Auflage, Kopp, 2009)